# Sobór (świątynia)
Sobór − w prawosławiu i katolicyzmie wschodnim świątynia o szczególnym znaczeniu, wyróżniająca się rozmiarami i znaczeniem dla kultu w danym mieście lub regionie.
Pierwotnie słowo to odnosiło się do zgromadzenia, w czasie którego odwoływano się do bożego autorytetu, który miał uświęcić działania zebranych. Z czasem zaczęło oznaczać obiekt sakralny. Tytuł soboru katedralnego przysługuje głównej świątyni w eparchii, miejscu służby liturgicznej biskupa. Honorowy tytuł soboru może zostać nadany również dowolnej innej świątyni, wyróżniającej się rozmiarami i historycznym znaczeniem dla kultu w danym ośrodku. W jednym mieście może funkcjonować kilka soborów, natomiast eparchia posiada tylko jeden sobór katedralny. Tytuł soboru z reguły otrzymują również główne cerkwie na terenie monasterów (mogą one być także soborami katedralnymi)
.

## Niektóre sobory patriarchalne i metropolitalne w Kościołach prawosławnych[4]
- Sobór Chrystusa Zbawiciela w Moskwie – katedra patriarchów moskiewskich i całej Rusi
- Sobór św. Aleksandra Newskiego w Sofii – katedra patriarchów Bułgarii
- Sobór św. Sawy w Belgradzie – katedra patriarchów Serbii
- Sobór św. Marii Magdaleny w Warszawie – katedra metropolitów warszawskich i całej Polski
- Sobór św. Aleksandra Newskiego w Łodzi – katedra diecezji łódzko-poznańskiej
- Sobór Świętych Cyryla i Metodego w Pradze – katedra metropolitów ziem czeskich i słowackich
- Sobór św. Mikołaja w Waszyngtonie – katedra metropolitów całej Ameryki i Kanady